# Wawrzyniec Gutowski
Wawrzyniec Gutowski (ur. przed 10 sierpnia 1758, zm. 29 kwietnia 1833) – duchowny rzymskokatolicki, biskup pomocniczy płocki w latach 1829–1833.

## Życiorys
Urodził się przed 10 sierpnia 1758. Studiował w Pułtusku. Święcenia prezbiteratu przyjął 25 maja 1782. Pracował jako proboszcz w Gąsewie. W 1809 został kanonikiem pułtuskim, w 1811 kanonikiem płockim, a w 1816 archidiakonem dobrzyńskim.
15 grudnia 1828 został prekonizowany biskupem pomocniczym diecezji płockiej ze stolicą tytularną Gerasa. Święcenia biskupie otrzymał 10 maja 1829 w kościele Świętego Krzyża w Warszawie. Konsekrował go biskup diecezjalny płocki Adam Michał Prażmowski, któremu asystowali biskup diecezjalny lubelski Józef Marceli Dzięcielski i biskup pomocniczy warszawski Franciszek Pawłowski.
Zmarł 29 kwietnia 1833.